# Atypisch autisme
Atypisch autisme is een pervasieve ontwikkelingsstoornis. Veel van de symptomen komen overeen met die van klassiek autisme, maar beginnen in een later stadium van de ontwikkeling van het kind (na het derde levensjaar) of voldoen niet aan de criteria voor sociale interactie, communicatie en verbeelding die voor autistische stoornis zijn gesteld.
Atypisch autisme wordt vaak gezien bij kinderen met ernstige mentale retardatie of bij kinderen met een ernstige specifieke ontwikkelingsstoornis van het taalvermogen.
In mei 2013 is de vijfde editie van de Diagnostic and Statistical Manual of Mental Disorders (DSM-5) gepubliceerd. Alle verschillende autisme-stoornissen (klassiek autisme, het syndroom van Asperger, atypisch autisme, meervoudig complexe ontwikkelingsstoornis (MCDD), PDD-NOS, desintegratiestoornis van de kinderleeftijd en het syndroom van Rett) werden samengevoegd en voortaan was er nog maar een autismediagnose: autismespectrumstoornis (ASS). Ook in de elfde versie van de International Statistical Classification of Diseases and Related Health Problems (ICD), het internationale handboek van de Wereldgezondheidsorganisatie, formeel van kracht sinds 1 januari 2022, zijn alle pervasieve ontwikkelingsstoornissen (behalve het syndroom van Rett) samengevoegd tot autismespectrumstoornis (ICD11: 6A02).